# Любомін (Новодворський повіт)
Любомін (пол. Lubomin) — село в Польщі, у гміні Насельськ Новодворського повіту Мазовецького воєводства.
Населення — 208 осіб (2011).
У 1975-1998 роках село належало до Цехановського воєводства.

## Демографія
Демографічна структура станом на 31 березня 2011 року:
|          | Загалом | Допрацездатний вік | Працездатний вік | Постпрацездатний вік |
| -------- | ------- | ------------------ | ---------------- | -------------------- |
| Чоловіки | 107     | 22                 | 74               | 11                   |
| Жінки    | 101     | 21                 | 54               | 26                   |
| Разом    | 208     | 43                 | 128              | 37                   |